# Vladimir Dmitrijevič Bonč-Brujevič
Vladimir Dmitrijevič Bonč-Brujevič  (ruski: Владимир Дмитриевич Бонч-Бруевич, 28. lipnja 1873., Moskva - 14. srpnja 1955., Moskva) bio je sovjetski političar, doktor povijesnih znanosti, etnograf i pisac. Brat Mihaila Dmitrijeviča Bonč-Brujeviča.

## Biografija
Rođen je u velikaškoj porodici, otac mu je bio geodetski službenik, a majka kći profesora. Godine 1883. upisao je Konstatinovski geodetski institut (ruski: Константиновский межевой институт), ali je zbog sudjelovanja u revolucionarnom pokretu isključen i poslan u Kursk. Tamo je od 1890. do 1892. godine pohađao geodetsku školu i samostalno se obrazovao. U Moskvu se vratio 1892., gdje dobrovoljno sudjeluje u suzbijanju epidemije kolere, što mu je omogućilo pristup do bilo kojih ustanova i institucija, pa se mogao upoznati s ilegalcima i distribuirati partijsku literaturu. Godine 1894. je upoznao Lenjina.
Godine 1895. postao je član moskovskog socijal-demokratskog "Radničkog saveza", a boljševik je postao 1903. nakon drugog kongresa RSDRP (ruski: Российская социал-демократическая рабочая партия - РСДРП).
U Zürich je otputovao 1896. da bi se povezao s grupom "Oslobođenje rada" (ruski: Освобождение труда) i postao je politički emigrant. Studirao je na Züriškom sveučilištu, fakultetu prirodnih znanosti. Izučavao je sociološko-teološki pokret u Rusiji. Surađivao je u inozemnim publikacijama, uključujući i lenjinističku "Iskru". Rukovodio je inozemnom partijskom tehnikom (tiskanje, izdavanje putovnica, prosljeđivanje literature i drugo). Bio je organizator biblioteka i arhiva.
Svibnja 1899. (zajedno sa svojom suprugom Verom) sproveo je u Kanadu jednu od većih emigrantskih skupina duhoboraca, što mu je pružilo priliku da se detaljno i svestrano upozna s njihovim životom. Nastanio se u selu Mihajlovo kod Yorktona, posjećivao je okolna sela i skupljao usmenu predaju. Zapisao je preko 1000 psalama i drugih tekstova i objavio ih 1909. u djelu "Životna knjiga duhoboraca".
Početkom 1905. vratio se u Sankt Peterburg, gdje je u prvo vrijeme radio ilegalno. Tijekom 1906. organizirao je i sudjelovao u organiziranju izdavanja partijskih dnevnih novina "Naša misl" (ruski: Наша Мысль - naša misao), časopisa "Vestnik žizni" (ruski: Вестник Жизни - Glasnik života), "Eho" (ruski: Эхо - Odjek), "Volna" (ruski: Волна - Val), "Vpered" (ruski: Вперед - Naprijed) i tiskare CK RSDRP(b). Sljedeće godine je na čelu boljševičke izdavačke kuće "Žizn i znanie" (ruski: Жизнь и знание - Život i znanje), sudjeluje u organizaciji i uređivanju časopisa i zbornika "Zvezda" (ruski: Звезда - Zvijezda) i "Prosveščenie" (ruski: Просвещение - Prosvjeta). Istovremeno je nastavio rad na proučavanju ruskog sektaštva formiranjem posebnog odjela za sektaštvo pri Akademiji znanosti. Kad je 1912. osnovana "Pravda" (ruski: Правда - Istina), stalno je sudjelovao u njenom radu.
Poslije Oktobarske revolucije bio je zapovjednik rejona Smolni-Tavričeski dvorac, član Komiteta revolucionarne odbrane Petrograda, predsjednik Komiteta za borbu protiv sabotaža i kontrarevolucije. Kao direktor SNK RSFSR (ruski: Совет народных комиссаров Российской Советской Федеративной Социалистической Республики - Savjet narodnih komesara Ruske Sovjetske Federativne Socijalističke Rapublike) aktivno je sudjelovao u organiziranju centralnog aparata socijalističke države. Rukovodio je preseljenjem Sovjetske vlasti iz Petrograda u Moskvu 1918. godine. Bio je predsjednik komiteta za igradnju sanitarno-propusnih punktova na svim moskovskim kolodvorima, rukovodio je posebnim komitetom za osposobljavanje vodovoda i kanalizacije u Moskvi, organizirao je i 9 godina rukovodio oglednim sovhozom "Lesni poljani" (ruski: Лесные поляны).
Za to vrijeme nije prekidao znanstvenu i publicističku djelatnost - i dalje je vodio "Žiznj i znanie", sudjelovao je u radu partijskog izdanja "Komunist" i ROSTA (ruski: РОСсийское Телеграфное Агентство - Ruska Telegrafska Agencija). 1918. je izabran za člana Socijalističke akademije društvenih znanosti (ruski: Социалистическая академия общественных наук). Od 1918. do 1920. je izdao niz radova o povijesti revolucionarnog pokreta u Rusiji, o povijesti religije i ateizma, o sektaštvu, etnografiji i literaturi. Direktor Državnog muzeja literature postao je 1933. godine, a od 1945. do 1955. bio je direktor Muzeja povijesti religije i ateizma AN SSSR u Lenjingradu.
Sahranjen je na Novodjevičjem groblju u Moskvi.

## Nagrade
- Orden Lenjina

## Obitelj
Supruge: prva supruga Vladimira Bonč-Brujeviča bila je Vera Mihajlovna veličkina, također revolucionar i pisac, jedna od organizatora zdravstva u Rusiji, Lenjinova liječnica; druga supruga bila mu je Ana Semenovna Tinker.
Kćeri: Jelena (ruski: Елена) Vladimirovna i Vera Vladimirovna (po suprugu Averbah).
Unuk: Viktor Leopoldovič Bonč-Brujevič, profesor Moskovskog univerziteta, sovjetski fizičar poznat po radovima u oblasti teorije poluvodiča.
Brat: Mihail Dmitrijevič Bonč-Brujevič, visoki visoki vojni rukovoditelj Carske Rusije i SSSR-a.

## Vanjske poveznice
(na ruskom jeziku)
- Biografski indeks na stranici www.hrono.ru
- [neaktivna poveznica]
- Biografija na Velikoj Sovjetskoj enciklopediji
- Životna knjiga duhoboraca na stranici www.duhobor.ru  Arhivirana inačica izvorne stranice od 31. ožujka 2022. (Wayback Machine)